# Núria Espert
Núria Espert Romero (Hospitalet de Llobregat, Barcelona, 11 de junio de 1935) es una primera actriz y directora española de teatro, cine y ópera, una de las más reconocidas y premiadas de su país.Con más de setenta años de trayectoria, ha ganado numerosos premios y reconocimientos. Recibió la Medalla de Oro al Mérito en las Bellas Artes en 1983 y el Premio Nacional de Teatro en varias ocasiones. En 2016 fue galardonada con el Premio Princesa de Asturias de las Artes, el Premio Europa de Teatro en 2018, y el Premio Max de Honor en 2024.Además, ha ganado tres Premios Fotogramas de Plata por sus actuaciones en cine y teatro y ha sido nombrada Doctora honoris causa en dos ocasiones, por la Universidad Complutense de Madrid y la Universidad de Londres.

## Trayectoria profesional
Núria Espert nació en Hospitalet de Llobregat (Barcelona) el 11 de junio de 1935. Estudió bachillerato en el Instituto Maragall de Barcelona y, posteriormente, completó sus estudios con música e idiomas. Con tan solo dieciséis años, se inició en el teatro aficionado y ya en la década de 1950, tuvo ocasión de interpretar, en Barcelona, grandes clásicos como La vida es sueño (1950) y El jardinero de Falerina (1953), de Calderón de la Barca; Los empeños de una casa (1952), de Sor Juana Inés de la Cruz; o Romeo y Julieta (1953), de Shakespeare, adaptada al catalán por Josep Maria de Sagarra. En esta lengua interpretó numerosas obras, como por ejemplo, El marit vé de visita (1951).
Su gran oportunidad llegó en 1954, cuando sustituyó a la actriz Elvira Noriega en Medea. El triunfo que logró por su interpretación en el Teatre Grec de Barcelona fue determinante para dedicarse a la interpretación de forma profesional. Durante los siguientes años, e integrada en la Compañía Lope de Vega que dirigía José Tamayo, se consolidó como una de las figuras más destacadas de la escena catalana y española. En esta línea, obtuvo gran éxito en obras como El caballero de Olmedo (1954), de Lope de Vega; La muralla (1955), de Joaquín Calvo Sotelo;  Julio César (1955), de William Shakespeare, junto con Mary Carrillo; Las brujas de Salem (1957), de Arthur Miller; o; Don Juan Tenorio (1958), de Zorrilla, junto con Luis Prendes.
En 1959, creó su propia compañía teatral y, poco después, estrenó con éxito Gigí en el Teatro Recoletos de Madrid y la obra de Eugene O'Neill, Anna Christie.
A lo largo de la década de 1960, su reputación como actriz teatral se consolidó en toda España y cosechó numerosos éxitos con obras como Las criadas (1969), de Jean Genet. Asimismo, interpretó a autores de la talla de Bertolt Brecht, Jean Paul Sartre o Alejandro Casona.
No obstante, su consagración se debió al montaje de Yerma, de Federico García Lorca, obra que estrenó en el Teatro de la Comedia de Madrid el 30 de noviembre de 1971 y con la que llegó a superar las 2000 representaciones. Con ella, realizó una gira de cuatro años que la llevó a países como Estados Unidos, la Unión Soviética y Argentina. A lo largo de la década de los setenta, compatibilizó actuaciones en España con giras internacionales. Así, en 1977, representó, primero en Madrid y luego en Londres, la obra Divinas palabras de Valle-Inclán, bajo la dirección de Víctor García. Al finalizar la década, encabezó el montaje de la versión del mito de Fedra del catalán Salvador Espriu. Durante esta etapa, impartió charlas de teatro en el Teatro Escuela Central.
Entre junio de 1979 y mayo de 1981 (fecha en que presentó su dimisión) fue codirectora, junto con José Luis Gómez y Ramón Tamayo del Centro Dramático Nacional.
Ya en la década de 1980, intensificó su actividad más allá de las fronteras españolas y realizó varias giras internacionales con obras previamente representadas en España. Por citar solo algunos ejemplos, entre 1981 y 1983, interpretó Doña Rosita la soltera en Milán, Jerusalén, Moscú, Chisináu, México o Edimburgo y La tempestad en Belgrado. Un año más tarde, se unió a Rafael Alberti en el recital de poesía Aire y canto de la poesía de España en el Teatro del Odéon de París. Además, en 1985, logró un gran éxito representando a Oscar Wilde en Salomé, versionada por su amigo Terenci Moix.
Durante la segunda mitad de la década de 1980, abandonó temporalmente la interpretación para dedicarse a la dirección escénica. En 1986, obtuvo un gran éxito en Londres dirigiendo a Glenda Jackson en La casa de Bernarda Alba. Por este trabajo, recibió el Premio del Círculo de Críticos de Teatro de Londres a la Mejor dirección. Esta obra la volvería a dirigir en Tokio en 1991, en japonés y con actrices niponas. En 1987, debutó en el mundo de la ópera con Madama Butterfly de Puccini en el Covent Garden de Londres. Poco después, regresaría al mismo escenario con óperas como Rigoletto (1988) y La Traviata (1990), de Verdi y Carmen (1991) de Bizet, montaje que contó con Zubin Mehta (dirección de orquesta), Gerardo Vera (escenografía) y Cristina Hoyos (coreografía). Posteriormente, la actriz se pondría al frente de los coros de numerosos teatros:Teatro Real de Madrid, Teatro de la Moneda de Bruselas, la Ópera de Los Ángeles, la Ópera de Fráncfort o el Liceo de Barcelona. 
En 1990, y tras cinco años de ausencia, volvió a subirse a un escenario para el montaje de la obra Maquillaje, del dramaturgo japonés Hisashi Inoue, un monólogo en el que Espert dio vida a una veterana actriz de kabuki. Inició, así, una década fructífera en lo artístico, en la que puede mencionarse su gira por España con la obra El cerco de Leningrado (1994), de José Sanchis Sinisterra, que coprotagonizó junto con María Jesús Valdés.
En 1997, volvió a actuar en catalán de la mano de Josep María Flotats en La gavina (La gaviota), de Chejov, acompañada por José María Pou y Ariadna Gil. Un año más tarde, bajo la dirección de Mario Gas, dio vida a la soprano María Callas en la obra de Terrence McNally, Master Class.
En 1999, asumió el papel protagonista junto con Adolfo Marsillach - en la que sería su última aparición sobre los escenarios - en la obra maestra de Edward Franklin Albee ¿Quién teme a Virginia Woolf?.
En 2001, con motivo del Festival de Teatro Clásico de Mérida, Núria Espert volvió a participar en el montaje de Medea. En esta ocasión, bajo las órdenes del director griego Michael Cacoyannis. En 2002, combinó música y recitado en el espectáculo Una hora de poemas y canciones, en el que interpretaba obras de Bertolt Brecht y Kurt Weill. Un año más tarde, compartió escenario con otra de las leyendas de la interpretación en España, Amparo Rivelles, en la obra La brisa de la vida, del británico David Hare.
En 2004, regresó a la ópera con Tosca, de Puccini, representada en el Teatro Real de Madrid. Ese mismo año, interpretó uno de los personajes más emblemáticos de la literatura española, La Celestina. Su actuación en esta obra le valió el Premio Max de Teatro y el Fotogramas de Plata. 
Compartió escenario con Lluís Homar y José Luis Gómez en la obra Play Strindberg (2006), de Friedrich Dürrenmatt (basada en La danza de la muerte, de August Strindberg), representada en el Teatro de La Abadía de Madrid; con Gonzalo de Castro en la comedia Hay que purgar a Totó (2008), de Georges Feydeau; con Rosa María Sardà, en una revisión de La casa de Bernarda Alba, de García Lorca, dirigida por Lluís Pasqual; o con Carmen Conesa en La loba (2012), de Lillian Hellman, dirigida por Gerardo Vera. Posteriormente, interpretó en solitario el monólogo La violación de Lucrecia (2011), de Shakespeare, dirigida por Miguel del Arco cuya duración fue de setenta y cinco minutos.
En julio de 2012, clausuró la temporada del Teatro Real de Madrid con un rol no lírico en la ópera Ainadamar de Osvaldo Golijov. Tras el verano de ese año, encabezó el reparto de una nueva versión de La loba, dirigida por Gerardo Vera.
Le siguieron celebradas composiciones en El Rei Lear, versión catalana de El Rey Lear de William Shakespeare; Incendios y la premiada obra de Wajdi Mouawad, en la que Espert interpretó tres personajes. 
La declamación de poesía la ha acompañado durante muchos años. Su amor por la poesía y su arte como declamadora la han hecho subir a muchos escenarios a declamar y a grabar en su voz poemas de poetas españoles como Rafael Alberti, Jorge Manrique, Francisco de Quevedo, Lope de Vega, Antonio Machado, Miguel Hernández, Gustavo Adolfo Bécquer y su poeta preferido Federico García Lorca. Su discografía de poesía declamada contiene más de una decena de títulos. En 1996, bajo la dirección de Lluis Pasqual, montan la obra "Haciendo Lorca" con poemas, fragmentos de cartas y obras de teatro de Federico García Lorca, como Bodas de Sangre. Yerma, El Público, Así que pasen cinco años, Mariana Pineda y Poeta en Nueva York. En octubre de 2018, de nuevo bajo la dirección de Lluis Pasqual, estrena en el Teatro de la Abadía de Madrid el Romancero gitano de Federico García Lorca, llegando a 23 funciones vendidas en su totalidad para un total de 7.000 espectadores. Este espectáculo, luego del cese de actividades culturales con motivo de la Pandemia de COVID-19 en 2019 y 2020, continuó presentándose ante el público.
En 2023 interpretó la obra de Alejandro Palomas "La isla del aire", estrenada en el Teatro Romea de Barcelona y con la que realizó una última gira por España como su despedida definitiva de los escenarios. 
En Fuenlabrada se encuentra la Sala Municipal de Teatro Núria Espert, en honor de esta actriz de teatro.

## Vida personal
El 29 de septiembre de 1955, a los veinte años, contrajo matrimonio con el actor, poeta, productor, guionista y director Armando Moreno, quien sería, posteriormente, su representante artístico, así como director de la Compañía Nuria Espert. Es madre de dos hijas: Alicia Moreno, empresaria teatral y exconcejala de Bellas Artes del Ayuntamiento de Madrid, y Nuria Moreno, bailarina. Su nieta Bárbara Lluch es también directora de ópera.
El 30 de octubre de 1994, al finalizar la representación de El Cerco de Leningrado en el Teatro María Guerrero, falleció su marido, Armando Moreno, debido a una enfermedad cardíaca que sufría hace años.
Durante 2003, tomó parte en las Manifestaciones contra la invasión de Irak.
En 2015, apoyó la candidatura socialista a la Comunidad de Madrid encabezada por Ángel Gabilondo.

## Premios
Premios Fotogramas de Plata
| Año  | Categoría                      | Montaje                       | Resultado |
| ---- | ------------------------------ | ----------------------------- | --------- |
| 1972 | Mejor labor teatral            | Yerma                         | Ganadora  |
| 1977 | Mejor intérprete de televisión | Lletres catalanes: Salomé     | Ganadora  |
| 1981 | Mejor labor teatral            | Doña Rosita la soltera Medea  | Candidata |
| 1983 | Mejor labor teatral            | La tempestad                  | Candidata |
| 1990 | Mejor labor teatral            | Maquillaje                    | Candidata |
| 1998 | Mejor actriz de teatro         | Master Class                  | Ganadora  |
| 1999 | Mejor actriz de teatro         | ¿Quién teme a Virginia Woolf? | Candidata |
| 2004 | Mejor actriz de teatro         | La Celestina                  | Candidata |
| 2018 | Mejor actriz de teatro         | Incendios                     | Ganadora  |

Premios de la Unión de Actores
| Año  | Categoría                               | Montaje                                 | Resultado |
| ---- | --------------------------------------- | --------------------------------------- | --------- |
| 2006 | Premio Unión de Actores a Toda una vida | Premio Unión de Actores a Toda una vida | Ganadora  |
| 2008 | Mejor actriz protagonista de teatro     | Hay que purgar a Totó                   | Candidata |
| 2009 | Mejor actriz protagonista de teatro     | La casa de Bernarda Alba                | Candidata |
| 2010 | Mejor actriz protagonista de teatro     | La violación de Lucrecia                | Candidata |

Premios Butaca
| Año  | Categoría                     | Película            | Resultado |
| ---- | ----------------------------- | ------------------- | --------- |
| 1997 | Mejor actriz catalana de cine | Actrices (ex aequo) | Ganadora  |
| 2008 | Mejor actriz catalana de cine | Barcelona (un mapa) | Candidata |

Premios Max
| Año  | Categoría       | Montaje                       | Resultado |
| ---- | --------------- | ----------------------------- | --------- |
| 1999 | Mejor actriz    | Master Class                  | Candidata |
| 2001 | Mejor actriz    | ¿Quién teme a Virginia Woolf? | Candidata |
| 2002 | Mejor actriz    | Medea                         | Candidata |
| 2006 | Mejor actriz    | La Celestina                  | Candidata |
| 2024 | Premio de honor | Premio de honor               | Ganadora  |

## Otros reconocimientos
Lista incompleta
- Premio Ondas 1959 a la «Mejor Actriz» (Nacionales radio).
- Medalla de Oro al Mérito en las Bellas Artes (1983).
- Premio Creu de Sant Jordi (1983) de la Generalidad de Cataluña.
- Premio Nacional de Teatro (1984).
- Premio del Círculo de Críticos de Teatro de Londres (1986), a la Mejor dirección por La casa de Bernarda Alba.
- Pregonera de las Fiestas de la Mercè de Barcelona (1989)[43]
- Premio Mujeres Progresistas (1992)
- Premio Internacional Terenci Moix (2005).
- Premios Ercilla Especial a la Trayectoria Artística (2006).
- Premio Nacional de Teatro ''Pepe Isbert'' (2008), Asociación de Amigos de los Teatros de España.
- Premio Valle Inclán de Teatro (2009) por La casa de Bernarda Alba.
- Premio Escena otorgado por Festival Internacional de Teatro Contemporáneo Lazarillo (2009).
- Medalla de Oro del Gran Teatro del Liceo (2010).
- Premio Fuente de Castalia (2011) del Festival de artes escénicas Clásicos en Alcalá.[44]
- Premio Atahualpa de Cioppo del XII Festival Iberoamericano de Teatro de Cádiz (2011).
- Premio Fernando Lázaro Carreter de la Fundación Germán Sánchez Ruipérez (2011).
- Galardonada con el XI Premio Corral de Comedias 2011 del Festival de Teatro Clásico de Almagro[45]
- Doctora honoris causa de la Universidad Complutense de Madrid, en 2013.
- Premio Princesa de Asturias de las Artes en 2016.[2]
- Premio Especial del Premio Europa de Teatro (PET), 2018.[46]
- En 2024 fue investida Doctora honoris causa por la Universidad de Londres.[47]

## Filmografía
- 1954: Once pares de botas
- 1956: Escuela de periodismo
- 1958: La Tirana
- 1961: A las cinco de la tarde
- 1965: María Rosa
- 1967: Biotaxia
- 1970: El certificado
- 1970: Laia
- 1971: Viva la muerte
- 1976: La ciudad quemada
- 1996: Actrices
- 2007: Barcelona (un mapa)

## Teatro
| - La vida es sueño (1950), de Pedro Calderón de la Barca. - El marit va de visita (1951), de Xavier Regàs. - Lilí (1952), de Carles Soldevila. - María de Magdala (1952), de A.C. Comas. Dir. Juan Escudero. - Los empeños de una casa (1952), de Juana Inés de la Cruz. Dir. Esteve Polls. - L'amor viu a dispesa (1952-1953), de Josep Maria de Sagarra. Dir. Esteve Polls. - Paral•lel 1934 (1953), de Josep M. Poblet and Rafael Tasis. - El jardín de Falerina (1953), de Pedro Calderón de la Barca. Dir. Esteve Polls. - Romeo y Julieta (1953), de William Shakespeare. Dir. Esteve Polls. - Dulcinea (1953), de Gaston Baty. Dir. Esteve Polls. - Misteri de dolor (1953), de Adrià Gual. Dir. Esteve Polls. - El misántropo (1954), de Molière. - Fuenteovejuna (1954), de Lope de Vega. Dir. Antonio de Cabo y Rafael Richart. - Medea (1954-1955), de Euripides. Dir. Antonio de Cabo y Rafael Richart. - El caballero de Olmedo (1954), de Lope de Vega. - Las mocedades del Cid (1954), de Guillem de Castro. - Diálogos de carmelitas (1954), de Georges Bernanos. - La muralla (1955), de Joaquín Calvo Sotelo. - Julio César (1955), de William Shakespeare. Dir. José Tamayo. - La paraula de foc, (1955) de Josep Maria de Sagarra. - Las brujas de Salem (1957), de Arthur Miller. - Medea (1958), de Euripides. Dir. Antonio de Cabo. - Don Juan Tenorio (1958), de José Zorrilla. Dir. José Tamayo. - Gigi (1959-1960), de Colette. Dir. Cayetano Luca de Tena. - Anna Christie (1959-1960), de Eugene O'Neill. Dir. Armando Moreno. - Medea (1959-1961), de Eurípides. Dir. Armando Moreno. - El jardín de Falerina (1960), de Pedro Calderón de la Barca. Dir. Juan German Schroeder. - Dos en un balancín (1960), de Eugene O'Neill. - La tragedia de Hamlet, (1960)de William Shakespeare. Dir. Armando Moreno. - Barrabás (1960), de Joaquín Calvo Sotelo. Dir. Armando Moreno. - El comprador de horas (1961-1962), de Jacques Deval. Dir. Armando Moreno. - El deseo bajo los olmos (1962-1963), de Eugene O'Neill. Dir. Armando Moreno. - Maria Rosa (1963-1964), de Àngel Guimerà. Dir. Esteve Polls. - La sirena varada (1963), de Alejandro Casona. Dir. Armando Moreno. - El comprador de horas (1964), de Jacques Deval. Dir. Armando Moreno. - A Electra le sienta bien el luto (1965), de Eugene O'Neill. Dir. José Luis Alonso. - Nuestra Natacha (1966), de Alejandro Casona. Dir. Armando Moreno. | - La buena persona de Sezuan (1966-1968), de Bertolt Brecht. Dir. Ricard Salvat and José Monleón. - A Electra le sienta bien el luto (1967), de Eugene O'Neill. Dir. Armando Moreno. - La... respestuosa/A puerta cerrada (1967-1968), de Jean-Paul Sartre. Dir. Adolfo Marsillach. - Las criadas (1969-1970), de Jean Genet. Dir. Víctor García. - Yerma (1971-1976), de Federico García Lorca. Dir. Víctor García. - Divinas palabras (1975-1977), de Ramón María del Valle Inclán. Dir. Víctor García. - Una altra Fedra, si us plau (1978), de Salvador Espriu. Dir. Lluís Pasqual. - Medea (1979), de Euripides and Séneca. Dir. José Tamayo. - Doña Rosita la soltera (1980-1984), de Federico García Lorca. Dir. Jorge Lavelli. - Medea (1981), de Euripides and Séneca. Dir. Lluís Pasqual. - La tempestad (1983), de William Shakespeare. Dir. Jorge Lavelli. - Las criadas (1984-1985), de Jean Genet. Dir. Núria Espert. - Salomé (1985), de Oscar Wilde. Dir. Mario Gas. - Yerma (1986-1987), de Federico García Lorca. Dir. Núria Espert. - Maquillaje (1990-1991), de Hisashi Inoue. Dir. Koichi Kimura. - El cerco de Leningrado (1994-1995), de José Sanchis Sinisterra. Dir. Omar Grasso. - Haciendo Lorca (1996-1997), de Federico García Lorca. Dir. Lluís Pasqual. - La gavina (1997), de Antón Chéjov. Dir. Josep Maria Flotats. - La oscura raíz (1998), de Federico García Lorca. Dir. Lluís Pasqual. - Master Class (1998-1999), de Terrence McNally. Dir. Mario Gas. - ¿Quién teme a Virginia Woolf? (1999-2000), de Edward Albee. Dir. Adolfo Marsillach. - Una hora de poemas y canciones (2001), sobre textos de Bertolt Brecht. - Medea (2001), de Euripides. Dir. Michael Cacoyannis. - La brisa de la vida (2003-2004), de David Hare. Dir. Lluís Pasqual. - La Celestina (2004-2005), de Fernando de Rojas. Dir. Robert Lepage. - Play Strindberg (2007), de Friedrich Dürrenmatt. Dir. José Luis Gómez. - Hay que purgar a Totó (2007-2008), de Georges Feydeau. Dir. Georges Lavaudant. - La casa de Bernarda Alba (2009), de Federico García Lorca. Dir. Lluís Pasqual. - La violación de Lucrecia (2010-2011), de William Shakespeare. Dir. Miguel del Arco. - La loba (2012), de Lillian Hellman. Dir. Gerardo Vera. - El rey Lear (2014-2016), de William Shakespeare. Dir. Lluís Pasqual. - Incendios (2016-2017), de Wajdi Mouawad. Dir. Mario Gas - Romancero Gitano (2018-2021), de Federico García Lorca. Dir. Lluís Pasqual. - La isla del aire (2023-act), de Alejandro Palomas. Dir. Mario Gas. |

## Óperas
- 1987: Madama Butterfly de Giacomo Puccini.
- 1988: Rigoletto de Giuseppe Verdi.
- 1988: Elektra de Richard Strauss.
- 1989: La Traviata de Giuseppe Verdi.
- 1991: Carmen de Georges Bizet.
- 1995: Stiffelio de Giuseppe Verdi.
- 1999: Turandot de Giacomo Puccini.
- 2004: Tosca de Giacomo Puccini.
- 2012: Ainadamar de Osvaldo Golijov, como intérprete.

## Televisión
- Lorca, muerte de un poeta (1987), interpretando a Margarita Xirgu.
- El rey y la reina (1986)
- La gallina ciega (1985)
- Mare i fill, societat limitada (1980)
- Lletres catalanes
  - La dama de les camèlies (1978)
  - Salomé (1977)

## Discografía
- Poetes Catalans Contemporanis (1967) con Raimon y Josep Miquel Velloso - Discos Aguilar: Serie: La Palabra
- Els Poetes Expliquen La Catalunya Moderna (1967) - Edigsa
- Grandes Poetas: Ruben Dario (1967) con Fernando Guillén y Adolfo Marsillach - Fidias: Serie: Versos y Coplas
- Nuria Espert Canta Bertolt Brecht (1967) - Concentric
- Cançons Del Ghetto (1968) - Klezmer
- El Agua En la Poesia Española (1968) - Fidias: Serie: Versos y Coplas
- La Noche Santa (1968) - Fidias: Serie: Poesía y Música
- Poesías De Miguel Hernández (1971) con Agustín González y Jose-Miguel Velloso - Discos Aguilar: Serie: La Palabra
- Aire y canto de la poesía a dos voces (1981) conRafael Alberti - Zafiro
- EDIGSA 1961-1983 Nova Cançó (2011) - una pieza de Nuria Espert: Cant dels Guerrillers

## Varios
| - Bolero (1957). Dir. Esteve Polls. - Homenaje a Pepita Serrador (1958). - Homenaje a José de la Vega (1958). - Homenaje a Enrique Borrás (1963). - Homenaje a Federico García Lorca (1976). - Lectura de Es mentira (1980), de José Campos. - Aire y canto de la poesía a dos voces (1984-1986). - Homenaje a Salvador Espriu (1985). | - Homenaje a Margarita Xirgu (1988). - Paraula de poeta: Jaime Gil de Biedma (1990). Dir. Fabià Puigserver. - Una nit amb...Núria Espert (1992). - Poetes catalans (1993). - La oscura raíz (1993). - Et diré sempre la veritat (1995). - Cataluña: una mano tendida (1996). - 50 voces para Don Juan (2004). Dir. Mario Gas. |